# 2009–2010-es magyar női kosárlabda-bajnokság
A 2009–2010-es magyar női kosárlabda-bajnokság a hetvenharmadik magyar női kosárlabda-bajnokság volt. Az A csoportban tizenkét csapat indult el, a csapatok két kört játszottak. Az alapszakasz után az 1-8. helyezettek play-off rendszerben játszottak a bajnoki címért (a negyeddöntő után az 5-8. helyekért ebben az évben nem játszottak, az alapszakaszbeli helyezés döntött), a 9-12. helyezettek pedig play-off rendszerben játszottak a kiesés elkerüléséért.

## Alapszakasz
| #   | Csapat                  | M  | Gy | V  | K+   | K-   | P  |
| --- | ----------------------- | -- | -- | -- | ---- | ---- | -- |
| 1.  | MKB-Euroleasing Sopron  | 22 | 20 | 2  | 2053 | 1215 | 42 |
| 2.  | MiZo Pécs 2010          | 22 | 20 | 2  | 2024 | 1271 | 42 |
| 3.  | Szeviép-Szeged KE       | 22 | 19 | 3  | 1830 | 1259 | 41 |
| 4.  | SEAT-Lami-Véd Győr      | 22 | 17 | 5  | 1850 | 1444 | 39 |
| 5.  | Zalaegerszegi TE NKK    | 22 | 12 | 10 | 1624 | 1554 | 34 |
| 6.  | Szolnoki NKK            | 22 | 10 | 12 | 1410 | 1494 | 32 |
| 7.  | Atomerőmű-KSC Szekszárd | 22 | 9  | 13 | 1616 | 1776 | 31 |
| 8.  | BSE                     | 22 | 9  | 13 | 1408 | 1523 | 31 |
| 9.  | Vasas SC-Csata DSE      | 22 | 8  | 14 | 1505 | 1672 | 30 |
| 10. | Bajai NKK               | 22 | 6  | 16 | 1333 | 1748 | 28 |
| 11. | BEAC-Újbuda             | 22 | 2  | 20 | 1224 | 1900 | 24 |
| 12. | Ceglédi EKK             | 22 | 0  | 22 | 1093 | 2114 | 22 |

* M: Mérkőzés Gy: Győzelem V: Vereség K+: Dobott kosár K-: Kapott kosár P: Pont

## Rájátszás

### 1–8. helyért
Negyeddöntő: MKB-Euroleasing Sopron–BSE 100–67, 87–42 és MiZo Pécs 2010–Atomerőmű-KSC Szekszárd 119–70, 100–66 és Szeviép-Szeged KE–Szolnoki NKK 89–58, 74–48 és SEAT-Lami-Véd Győr–Zalaegerszegi TE NKK 83–60, 80–60
Elődöntő: MKB-Euroleasing Sopron–SEAT-Lami-Véd Győr 86–41, 79–68 és MiZo Pécs 2010–Szeviép-Szeged KE 64–60, 69–76, 73–65
Döntő: MKB-Euroleasing Sopron–MiZo Pécs 2010 77–83, 65–69, 96–100
3. helyért: Szeviép-Szeged KE–SEAT-Lami-Véd Győr 75–65, 80–62

### 9–12. helyért
9. helyért: Vasas SC-Csata DSE–Bajai NKK 78–34, 66–62
11. helyért: BEAC-Újbuda–Ceglédi EKK 71–59, 75–48